# ユージン・ベアマン
ユージン・ベアマン（Eugene Bareman、1979年8月26日 - ）は、ニュージーランドの格闘技トレーナー、元総合格闘家、元キックボクサー。シティ・キックボクシングの創設者兼ヘッドトレーナー。

## 来歴
2001年に地元のキックボクシングトーナメントで戦いを始め、2006年には総合格闘技を始めた。
2007年、ニュージーランドのオークランドでダグ・ヴィニーとともにシティ・キックボクシングを設立した。
2019年、シティ・キックボクシング所属選手のイスラエル・アデサンヤとアレクサンダー・ヴォルカノフスキーがUFC世界王座を獲得した。同年にMMA Junkieのコーチ・オブ・ザ・イヤーとジム・オブ・ザ・イヤーを受賞した。
2022年、World MMA Awardsのコーチ・オブ・ザ・イヤーとジム・オブ・ザ・イヤーを受賞した。

## 表彰
- World MMA Awards
  - 2022年ジム・オブ・ザ・イヤー
  - 2022年コーチ・オブ・ザ・イヤー

- MMA Junkie
  - 2019年ジム・オブ・ザ・イヤー[3]
  - 2019年コーチ・オブ・ザ・イヤー[4]